# オフィアコドン科
オフィアコドン科 （Ophiacodontidae またはオファコドン類、Ophiacodonts）は、3億1,130万年から約2億7,970万年前の古生代石炭紀後期からペルム紀前期にかけて生息した単弓類（旧「哺乳類型爬虫類」）。単弓綱・盤竜目・真盤竜亜目。

## 進化史
既知のものとしては最古の盤竜類であるアーケオシリスを含むため、全ての盤竜類の基幹系統とされることもある。しかしながらこの系統自体かなりの特殊化が見られ、またエオシリスなどより祖先的形態を持つ生物も発見されている為、この見方は正しくない。オフィアコドン科の属する真盤竜類はアーケオシリスが現れる以前に各系統の分岐は始まっており、エオシリスなどを含む系統であるカセア亜目と真盤竜類の分岐は、更に前の時代に遡るとされる。
この科は長らく孤立した系統として存続したが、原因は不明ながらも、勢力を拡大し始めた獣弓類や爬虫類などと入れ替わる様に、エダフォサウルス科とともにペルム紀中期には姿を消している。

## 形態
かれらは初期有羊膜類としては比較的大型であり、初期のアーケオシリスでは60cm〜1m、後期のオフィアコドンでは4m近くと推定される部分骨格が出土している。体型はトカゲ型で、保守的な形態であった。
頭部は細長く、特に眼窩より前方が長くなる傾向がある後頭部は下顎関節付近に向かってなだらかに後傾している。眼窩、側頭窓はともに大きい。両生類がもつ耳切痕は存在せず、顎関節付近に耳が存在していた。上顎の歯の大きさもばらつきがあり、これは後の異歯性につながる形態であるとされる。後期の大型種では、特に頭蓋が長くなる傾向があった。これは、魚食性への適応を示すとされる。そして、その頭部を支える為の筋肉の付着点である肩部の骨格が発達していた。

## 生態
骨格の特徴などから、幾つかの種が半水性であったと推定される。おそらくは沼沢地を好み、動きの遅い両生類や魚類を捕食していたとされる。しかし、アーケオシリスなど初期の種は昆虫あるいは小型脊椎動物などを捕食していたと推定されている。

## 分類
- 単弓類 Synapsida （盤竜類 Pelycosauria）
  - 真盤竜亜目 Eupelycosauria
    - ヴァラノプセイド科 Varanopseidae
    - オフィアコドン科 Ophiacodontidae
      - アーケオシリス属
      - オフィアコドン属

    - エダフォサウルス科 Edaphosauridae
    - スフェナコドン類 Sphenacodontia
      - スフェナコドン科 Sphenacodontia
      - 獣弓類 Therapsida
        - 哺乳類 Mammalia

  - カセアサウルス亜目 Caseasauria